# Klaus Scheuch

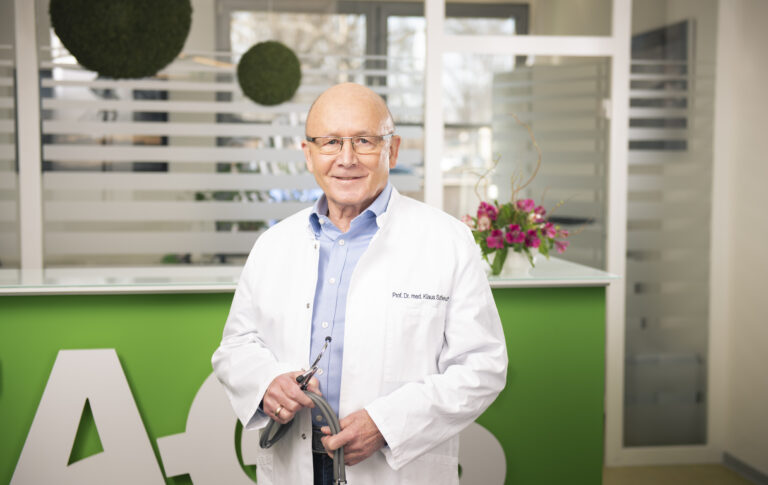
Klaus Scheuch

Klaus Scheuch (* 22. Juni 1942 in Plauen) ist ein deutscher Arbeitsmediziner, Stressforscher sowie emeritierter Professor für Arbeitsmedizin an der TU Dresden.

## Leben und Werk
Nach dem 1960 in Oelsnitz (Vogtland) abgelegten Abitur und dem Wehrdienst studierte Scheuch von 1962 bis 1968 Medizin an der Universität Leipzig. Dort folgten 1968 die ärztliche Approbation sowie die Promotion. 1973 absolvierte Scheuch die Weiterbildung als Facharzt für Arbeitshygiene respektive Arbeitsmedizin, 1992 folgte die Zusatzbezeichnung Sozialmedizin und 1996 die Zusatzbezeichnung Umweltmedizin. Er arbeitete ab 1974 als Oberarzt am Institut für Arbeitshygiene der Universität Leipzig. 1978 habilitierte er sich mit einer Arbeit zur arbeitsbezogenen psychophysiologischen Stressforschung. Hier wird Stress unter anderem als eine Antwort der Interaktion des Menschen mit seiner Umwelt aus humanwissenschaftlicher Perspektive verstanden, die Komplexität des Stressprozesses kann jedoch nur interdisziplinär erklärt werden, so eine wichtige Schlussfolgerung.
1980 wurde Scheuch zum Hochschuldozenten für Arbeitshygiene an der Universität Leipzig ernannt. 1982 wurde er als ordentlicher Professor an den Lehrstuhl für Arbeitshygiene und als Direktor des Institutes für Arbeitshygiene (seit 1987 Institut und Poliklinik für Arbeits- und Sozialmedizin) an die Medizinische Akademie Dresden berufen. Dort war er zugleich 1985 bis 1993 Mitglied des Senats und von 1988 bis 1992 als Prorektor für Forschung tätig.
Im Zuge der nach der Wiedervereinigung erfolgten Neugründung der Medizinischen Fakultät der TU Dresden wurde Scheuch 1994 als ordentlicher Professor für Arbeitsmedizin und Direktor des Instituts und der Poliklinik für Arbeits- und Sozialmedizin berufen. Von 2005 bis zu seiner Emeritierung im Jahr 2010 war er zudem Leiter des betriebsärztlichen Dienstes des Universitätsklinikums Dresden.
Von 1999 bis 2015 war er Direktor des ZAGS (Betriebsärztliches Zentrum für Arbeit und Gesundheit Sachsen), welches 2016 mit ihm als Geschäftsführer als GmbH ausgegründet worden ist. 
Neben zahlreichen anderen Ämtern und Funktionen (siehe unten unter „Mitgliedschaften“) war er von 2003 bis 2006 Präsident der Deutschen Gesellschaft für Arbeits- und Umweltmedizin (DGAUM).

## Mitgliedschaften und sonstiges Engagement (Auswahl)
- 1988 bis 1990: stv. Vorsitzender der Gesellschaft für Arbeitsmedizin de DDR
- 1991: Wissenschaftlicher Beirat des Projekts „Healthy Cities“ der Landeshauptstadt Dresden
- 1989 bis 1991: Berufung in die WHO Expertengremien „Mental Health and Well Being“ und „Consultation on Approaches to Stress Management in the Community Setting“
- 1991 bis 2021: Vorsitzender des Vereins Akademie für Gesundheit in Sachsen e. V. (AGS)
- 1992: Wahl zum 2. Sprecher der Arbeitsgemeinschaft „Public Health in Osteuropa“ der Deutschen Gesellschaft für Sozialmedizin und Prävention e. V. (DGSMP)
- 1994 bis 1995: Gastprofessur an der Universität Wien
- 1997 bis 2010: Mitglied des Vorstands, 2003 bis 2006 Präsident, seit 2009 Mitglied des Ehrenrates der Deutschen Gesellschaft für Arbeits- und Umweltmedizin e. V. (DGAUM)
- 1997 bis 2003: Vorstandsmitglied der Akademie für Fort- und Weiterbildung der Sächsischen Landesärztekammer, Leitung der Sektion Arbeits- und Umweltmedizin 1998 bis 2010
- 1999 bis 2011: Berufung in den Ärztlichen Sachverständigenrat Sektion Berufskrankheiten des Bundesministeriums für Arbeit
- 1999 bis 2005: Berufung in den Interdisziplinären Arbeitskreis für Lärmwirkungsforschung beim Umweltbundesamt
- 2003 bis 2006: Berufung in den Ausschuss „Arbeitsmedizin“ des Hauptverbandes der gewerblichen Berufsgenossenschaften
- 2003 bis 2007: Berufung in den Ausschuss „Betriebsärztliche Versorgung“ der Bundesärztekammer
- 2008 bis 2012: Vorsitzender und 2012 bis 2021 stv. Vorsitzender des wissenschaftlichen Beirats der Bundesanstalt für Arbeitsschutz und Arbeitsmedizin
- Mitglied der Herausgebergremien der Fachzeitschriften „Arbeitswissenschaft“ (1990 bis 1993), „Gesundheit regional“ (1991[EUC1] bis 1998); „Zentralblatt für Arbeitsmedizin“ (1998 bis 2021), „Reviews on Environmental Health“ (1993 bis 1998) und „Arbeitsmedizin I Sozialmedizin I Umweltmedizin (ASU) – Zeitschrift für Prävention“ (seit 1997)

## Aufbau und Leitung von Weiter- und Fortbildungskursen (Auswahl)
- 1990/1991 Aufbau des postgraduierten Studienganges „Gesundheitswissenschaften und Public Health“ an der Medizinischen Akademie Dresden sowie Vorbereitung des Forschungsverbundes Public Health in Sachsen
- Aufbau und wissenschaftlicher Leiter des Weiterbildungskurses zum Facharzt Arbeitsmedizin/Zusatzbezeichnung Betriebsmedizin an der Sächsischen Landesärztekammer ab 1998
- Aufbau und Leitung des Fortbildungskurses „Medizinische Begutachtung“ an der Sächsischen Landesärztekammer ab 2006

## Ehrungen (Auswahl)
- 1989: Ehrenmitglied der bulgarischen Gesellschaft der Hygiene
- 2004: Österreichische Ehrenmedaille für Verdienste um die Arbeitsmedizin
- 2007: Joseph-Rutenfranz-Medaille für Verdienste um die Arbeitsphysiologie
- 2008: Ehrenmedaille des Verbandes Deutscher Betriebs- und Werksärzte (VDBW)
- 2008: Preis des Instituts für Arbeits- und Sozialhygiene (IAS Stiftung) für das „Dresdner Modell – Arbeitsmedizinische Betreuung von Lehrkräften“
- 2017: Heinrich-Dupuis-Ehrenpreis der Zeitschrift für Arbeits-, Sozial und Umweltmedizin (ASU)
- 2018: Innovationspreis der Deutschen Gesellschaft für Arbeits- und Umweltmedizin e. V. (DGAUM)
- 2022: Ehrenpreis der Deutschen Gesellschaft für Arbeits- und Umweltmedizin e. V. (DGAUM)
- 2023: Herrmann-Eberhard-Friedrich-Richter Medaille der Sächsischen Landesärztekammer anlässlich des 33. Sächsischen Ärztetages
- 2025: Paracelsus-Medaille